# Sushil Kumar Singh (Fußballspieler)
Sushil Kumar Singh (* 25. Juni 1984) (andere Quellen geben den 1. April 1984 als Geburtsdatum an) ist ein indischer Fußballspieler. Er spielt bei Mahindra United und im indischen Nationalteam als Stürmer.
Er nahm mit der Nationalmannschaft am Nehru Cup 2009 teil.